# Kalamata Cup 2013
| 21. Kalamata Cup 2013 | 21. Kalamata Cup 2013   |
| --------------------- | ----------------------- |
| Logo                  |                         |
| Veranstaltungsort     | Kalamata (Griechenland) |
| Teilnehmende Länder   | 13                      |
| Teilnehmende Athleten | ?                       |
| Wettbewerbe           | 5                       |
| Eröffnung             | 12. April 2013          |
| Abschluss             | 14. April 2013          |
| Chronik               |                         |
| ← Kalamata Cup 2012   | Kalamata Cup 2014 →     |

Der 21. Kalamata Cup 2013 der Rhythmischen Sportgymnastik wurde zwischen dem 12. und 14. April 2013 in Kalamata, Griechenland ausgetragen.

## Teilnehmer
| Europa (9 Länder)                                        | Europa (9 Länder)                      |
| -------------------------------------------------------- | -------------------------------------- |
| - Belgien - Bulgarien - Estland - Griechenland - Litauen | - Polen - Russland - Schweden - Zypern |
| Amerika (1 Land)                                         |                                        |
| - Brasilien                                              |                                        |
| Asien (2 Länder)                                         |                                        |
| - Malaysia                                               | - Usbekistan                           |
| Ozeanien (1 Land)                                        |                                        |
| - Australien                                             |                                        |

## Ergebnisse Seniorinnen

### Einzelmehrkampf
| Rang | Athletin                  | Reifen | Ball   | Keulen | Band   | Gesamt |
| ---- | ------------------------- | ------ | ------ | ------ | ------ | ------ |
| 1    | Yana Kudryavtseva         | 16.767 | 17.300 | 18.200 | 17.200 | 69.467 |
| 2    | Anna Trubnikova           | 17.000 | 17.033 | 16.200 | 18.670 | 68.300 |
| 3    | Varvara Filiou            | 16.417 | 17.033 | 17.633 | 16.633 | 67.717 |
| 4    | Anastasiya Kisse          | 16.000 | 15.367 | 15.000 | 16.533 | 62.900 |
| 5    | Valeriya Davidova         | 16.050 | 15.017 | 15.333 | 15.367 | 61.767 |
| 6    | Kyriaki Alevrogianni      | 15.217 | 15.033 | 15.933 | 14.367 | 60.450 |
| 7    | Wong Poh San              | 14.650 | 14.817 | 14.167 | 15.517 | 59.150 |
| 8    | Karina Jerogina           | 16.233 | 11.017 | 16.100 | 15.017 | 58.367 |
| 9    | Radina Filipova           | 14.550 | 14.600 | 15.000 | 13.933 | 58.083 |
| 10   | Anna Czarniecka           | 14.900 | 14.117 | 13.967 | 13.900 | 56.883 |
| 11   | Olga Bogdanova            | 13.150 | 14.950 | 13.433 | 15.233 | 56.767 |
| 12   | Aziza Mamadjanova         | 14.100 | 14.967 | 12.833 | 14.800 | 56.700 |
| 13   | Fatin Zakirah Zain Jalany | 14.300 | 13.683 | 14.900 | 13.000 | 55.883 |

| Rang | Athletin             | Reifen | Ball   | Keulen | Band   | Gesamt  |
| ---- | -------------------- | ------ | ------ | ------ | ------ | ------- |
| 14   | Christina Malaktou   | 13.600 | 14.067 | 14.467 | 13.500 | 55.633  |
| 15   | Simone Maira Luiz    | 12.950 | 11.700 | 13.200 | 13.200 | 51.050  |
| 16   | Zoe Ormond           | 11.650 | 11.467 | 14.383 | 13.333 | 50. 833 |
| 17   | Tess Mogensen        | 13.600 | 12.367 | 12.317 | 11.500 | 49.783  |
| 18   | Bruna Giovana Morais | 12.400 | 12.133 | 11.833 | 12.400 | 48.767  |
| 19   | Ieva Nickute         | 12.883 | 10.100 | 13.133 | 12.000 | 48.117  |
| 20   | Taylor Tirahardjo    | 11.000 | 12.567 | 12.467 | 10.867 | 46.900  |
| 21   | Malwina Kozlowska    | 11.167 | 11.600 | 11.200 | 11.000 | 44.967  |
| 22   | Isabella Losvik      | 11.933 | 12.300 | 9.867  | 10.600 | 44.700  |
| 23   | Migle Zdaneviciute   | 8.367  | 11.050 | 11.700 | 11.467 | 42.583  |
| 24   | Linnea Westerberg    | 10.967 | 11.467 | 10.217 | 9.233  | 41.883  |
| 25   | Helena De Graeve     | 10.783 |        | 12.200 | 12.767 | 35.750  |

### Gerätefinals
| Rang | Athletin             | Punkte |
| ---- | -------------------- | ------ |
| 1    | Anna Trubnikova      | 17.633 |
| 2    | Yana Kudryavtseva    | 17.500 |
| 3    | Karina Jerogina      | 16.333 |
| 4    | Varvara Filiou       | 16.033 |
| 5    | Kyriaki Alevrogianni | 15.833 |
| 6    | Anastasiya Kisse     | 14.617 |
| 7    | Anna Czarniecka      | 14.267 |
| 8    | Valeriya Davidova    | 12 933 |

| Rang | Athletin             | Punkte |
| ---- | -------------------- | ------ |
| 1    | Yana Kudryavtseva    | 17.800 |
| 2    | Varvara Filiou       | 17.500 |
| 3    | Anna Trubnikova      | 17.433 |
| 4    | Anastasiya Kisse     | 16.633 |
| 5    | Kyriaki Alevrogianni | 15.867 |
| 6    | Aziza Mamadhanova    | 15.267 |
| 7    | Olga Bogdanova       | 14.050 |
| 8    | Valeriya Davidova    | 13.567 |

| Rang | Athletin             | Punkte |
| ---- | -------------------- | ------ |
| 1    | Yana Kudryavtseva    | 17.800 |
| 2    | Anna Trubnikova      | 18.300 |
| 3    | Varvara Filiou       | 16.600 |
| 4    | Valeriya Davidova    | 16.567 |
| 5    | Karina Jerogina      | 16.383 |
| 6    | Anastasiya Kisse     | 16.233 |
| 7    | Radina Filipova      | 15.133 |
| 8    | Kyriaki Alevrogianni | 12.800 |

| Rang | Athletin          | Punkte |
| ---- | ----------------- | ------ |
| 1    | Varvara Filiou    | 17.633 |
| 2    | Yana Kudryavtseva | 17.500 |
| 3    | Anna Trubnikova   | 16.867 |
| 4    | Valeriya Davidova | 16.083 |
| 5    | Anastasiya Kisse  | 16.067 |
| 6    | Karina Jerogina   | 15.800 |
| 7    | Wong Poh San      | 15.733 |
| 8    | Olga Bogdanova    | 15.067 |